# Promozione
Promozione – szósty poziom rozgrywek piłki nożnej mężczyzn we Włoszech. Promozione jest ligą całkowicie amatorską i jest rozgrywana na poziomie regionalnym. W sezonie 2007/2008 Promozione skupia 874 zespoły podzielone na 54 grupy.

## Podział na regiony
Każdy z dwudziestu regionów Włoch posiada w Promozione od jednej (Basilicata, Molise) do siedmiu (Lombardia) grup rozgrywkowych.

### Lista grup Promozione
| Region                  | Liczba grup | Liczba zespołów w grupie |
| ----------------------- | ----------- | ------------------------ |
| Abruzja                 | 2           | 18                       |
| Apulia                  | 2           | 16                       |
| Basilicata              | 1           | 16                       |
| Emilia-Romania          | 4           | 16                       |
| Friuli-Wenecja Julijska | 2           | 16                       |
| Kalabria                | 2           | 16                       |
| Kampania                | 4           | 16                       |
| Lacjum                  | 4           | 16                       |
| Liguria                 | 2           | 16                       |
| Lombardia               | 7           | 16                       |

| Region              | Liczba grup | Liczba zespołów w grupie |
| ------------------- | ----------- | ------------------------ |
| Marche              | 2           | 18                       |
| Molise              | 1           | 16                       |
| Piemont             | 4           | 16                       |
| Dolina Aosty        | 4           | 16                       |
| Sardynia            | 2           | 16                       |
| Sycylia             | 4           | 16                       |
| Toskania            | 3           | 16                       |
| Trydent-Górna Adyga | 2           | 16                       |
| Umbria              | 2           | 17                       |
| Wenecja Euganejska  | 4           | 16                       |

## Awanse i spadki
Zwycięzcy poszczególnych grup uzyskują bezpośredni awans do Eccellenza.
Pomiędzy kolejnymi czołowymi zespołami w grupach rozgrywane są baraże systemem play-off o awans.
Z Promozione do Prima Categoria spadają najczęściej 3 najsłabsze zespoły w poszczególnych grupach. W wielu przypadkach rozgrywane są mecze barażowe o utrzymanie.